# あさチャン!!
『あさチャン!!』とは、1998年3月30日から2001年9月28日まで静岡第一テレビで月曜日から金曜日の朝に生放送されていた朝の情報番組である。

## 概要
静岡第一テレビとしてはローカル情報番組を設置するのは、別枠ながら1994年10月の『静岡○ごとワイド』以来約4年ぶりのこととなる。
番組スタート当初から1999年3月までは、オープニングのタイトルロゴの一部に“静岡早起き情報”というキャッチコピーが含まれていた。
オープニングのタイトルロゴに合わせて登場するイメージキャラクターは、“ひよこ”（CG）である。ただしオープニングでは、タイトルコールした静岡県内の視聴者の様子（映像）をバックに、三角形の星模様の帽子をかぶった“ひよこ”が目を覚まし、動き出すと『あさチャン!!静岡早起き情報』（あさチャンしずおかはやおきじょうほう）というタイトルロゴ（黄色）が現れた。
本番組を放送する以前は日本テレビ制作『ジパングあさ6』をネットしていたが、6:48以降のコーナーは一切ネットしておらず（『ジパング』自体のネットは番組開始以前からフルネットではなく実質的に部分ネット）、その時間帯は静岡県内のニュースなどを放送していたことから、それを発展拡大する格好で本番組を新設している。
しかし『ジパング』のネットが打ち切られたことに対して視聴者から批判があったためか、1999年3月29日から6月30日までは『ジパング』のネット再開により、当番組本来の内容は6:42から放送し（事実上の枠縮小）、同年7月1日からは『ジパング』を統合させた『ジパングあさ6 あさチャン!!』へとタイトルを変更し、同番組を放送しながら日テレ発の『ジパング』を交互に放送するという変則ネットの1時間番組へと変更された。これにより本番組は『ジパング』の静岡ローカル版とも取れる格好となった。
全国ニュースの『NNNニュースジパング』は必ずネットしなければならないため、本番組も同時ネット、一部コーナーもネットしていた。
なお、日本テレビが受信できる静岡東部や伊豆地方（勿論地上アナログ放送）では『ジパング』を最後まで視聴可能だった。ちなみに『ジパング』では、関東地方の天気予報に静岡市・三島市・伊豆地方の予報も表示されている。
本番組同様の方式は、山形放送の『YBCジパングあさ6』も実施していた（県内ローカルと日テレ発のジパングを交互に放送）。
番組終了後は2001年10月からの『ズームイン!!SUPER』はフルネットで放送、さらに約10年後の2011年4月からの『ZIP!』も同様の体制である。いずれも天気コーナーの差し替えのみに留まっている。

## 主な放送コーナー・タイムテーブル
- 静岡県内ニュース・全国ニュース
- NNNニュースジパング（NNNが敷かれているため、同番組も必ずネット）
- 静岡県内の中継リポート
- 静岡県内の天気予報・交通情報
- 占いコーナー（十二星座ではなく誕生月での占い）
- 富士山の中継コーナー（天気カメラで富士山の様子を映しながら、天気等の簡単な概況を伝え、時報を伝えて「ズームイン!!朝」にCM無しで接続）
- 日本テレビ発の『ジパングあさ6』の一部コーナーのネット受け（全国ニュースは番組前半では日テレ発の「ジパングあさ6」の「けさのヘッドライン」をネット）

### 1999年4月 - 同年6月
- 5:59 - 6:42まで天気予報の差し替えを除き、日テレと同時ネット。

## 放送時間・タイトルの変遷
| 期間      | 期間      | 放送時間（JST）                     | タイトル                   |
| --------- | --------- | ----------------------------------- | -------------------------- |
| 1998.3.30 | 1999.3.26 | 月曜日 - 金曜日 5:55 - 7:00（65分） | あさチャン!!静岡早起き情報 |
| 1999.3.29 | 1999.6.30 | 月曜日 - 金曜日 6:42 - 7:00（18分） | あさチャン!!静岡早起き情報 |
| 1999.7.1  | 2001.9.28 | 月曜日 - 金曜日 5:59 - 7:00（61分） | ジパングあさ6 あさチャン!! |

## 歴代出演者

### メインキャスター（MC）
- 若月雄介
- 宇波育代
- 村松加王里
- 秋元啓二
- 木田吉彦
- 伊藤久朗

### スポーツ芸能キャスター
- 伊藤久朗
- 木田吉彦

### 生中継リポーター
- 林家まる子
- 竹内朱実

### コーナーナレーション
- 栗原晨

## 関連番組
- ジパングあさ6
  - NNNニュースジパング

| 静岡第一テレビ 朝のローカルワイド番組                                   | 静岡第一テレビ 朝のローカルワイド番組                   | 静岡第一テレビ 朝のローカルワイド番組                                                          |
| 前番組                                                                  | 番組名                                                  | 次番組                                                                                         |
| ----------------------------------------------------------------------- | ------------------------------------------------------- | ---------------------------------------------------------------------------------------------- |
| ジパングあさ6 （静岡ローカルパート）                                    | あさチャン!!静岡早起き情報 ↓ ジパングあさ6 あさチャン!! | ズームイン!!SUPER （静岡ローカルパート）                                                       |
| 静岡第一テレビ 月曜日 - 金曜日5:55 - 7:00枠                             |                                                         |                                                                                                |
| あさ天5 （4:55 - 5:59）ジパングあさ6 （5:59 - 7:00）                    | あさチャン!!静岡早起き情報                              | あさ天5 （4:55 - 5:59）ジパングあさ6 （5:59 - 6:42）あさチャン!!静岡早起き情報 （6:42 - 7:00） |
| 静岡第一テレビ 月曜日 - 金曜日6:42 - 7:00枠                             |                                                         |                                                                                                |
| あさチャン!!静岡早起き情報 （5:55 - 7:00）                              | あさチャン!!静岡早起き情報                              | ジパングあさ6 あさチャン!! （5:59 - 7:00）                                                     |
| 静岡第一テレビ 月曜日 - 金曜日5:59 - 7:00枠                             |                                                         |                                                                                                |
| ジパングあさ6 （5:59 - 6:42）あさチャン!!静岡早起き情報 （6:42 - 7:00） | ジパングあさ6 あさチャン!!                              | ズームイン!!SUPER （5:30 - 8:30）                                                              |